# آنته ژاننیچ
آنته ژاننیچ (کرواتی: Ante Žanetić؛ ۱۸ نوامبر ۱۹۳۶ – ۱۸ دسامبر ۲۰۱۴) بازیکن فوتبال کروات‌تبار اهل یوگسلاوی بود.
از باشگاه‌هایی که در آن بازی کرده‌است می‌توان به باشگاه فوتبال کلوب بروژ و باشگاه فوتبال هایدوک اسپلیت اشاره کرد.
وی همچنین در تیم‌های ملی فوتبال کرواسی و یوگسلاوی بازی کرده‌است.
وی در مسابقات کشوری و بین‌المللی در مجموع برندهٔ ۱ مدال طلا، ۱ مدال نقره شده‌است.